# Peter Norbeck

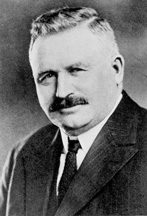
Peter Norbeck

Peter Norbeck, född 27 augusti 1870 nära Vermillion, Dakotaterritoriet, död 20 december 1936 i Redfield, South Dakota, var en amerikansk republikansk politiker. Norbeck var delstaten South Dakotas nionde guvernör 1917–1921 och därefter delstatens senator fram till sin död.
Norbecks föräldrar hade kommit till USA från Trondheim. Fadern var ursprungligen från Jämtland i Sverige och modern från Norge. Peter Norbeck själv talade engelska med stark skandinavisk accent, något som hjälpte hans politiska karriär i South Dakota.
Norbeck studerade vid University of South Dakota, flyttade 1900 till Redfield, South Dakota och gifte sig samma år med Lydia Anderson. Paret fick fyra barn. Norbeck var ledamot av delstatens senat 1909–1913 och viceguvernör i South Dakota 1915–1917. Han valdes två gånger till guvernör och tre gånger till USA:s senat. Senator Norbeck bidrog starkt till skapandet av Mount Rushmore National Memorial och skulptören Gutzon Borglum kom till South Dakota på hans initiativ.
Norbecks grav finns på Bloomington Church Cemetery i Platte, South Dakota. Han var lutheran och frimurare.